# Sem (illustrateur)
 (juillet 2017).
Si vous disposez d'ouvrages ou d'articles de référence ou si vous connaissez des sites web de qualité traitant du thème abordé ici, merci de compléter l'article en donnant les références utiles à sa vérifiabilité et en les liant à la section « Notes et références ».
 (février 2021).
- Si vous ne connaissez pas le sujet, laissez ce bandeau (vous pouvez alors contacter les auteurs).
- Si vous supprimez le contenu mis en cause (vous pouvez préalablement contacter les auteurs),

argumentez précisément cette suppression dans la page de discussion
(un manque de référence n'est pas un argument ; une recherche réelle de référence doit avoir été effectuée, être formellement documentée).
Pour les articles homonymes, voir Sem et Goursat.
Marie Joseph Georges Goursat dit Sem, né le 22 novembre 1859 à Périgueux et mort le 24 novembre 1934 à Paris, est un illustrateur, affichiste, caricaturiste, chroniqueur mondain, et écrivain français.

## Biographie
Marie Joseph Georges Goursat est le fils d'André Goursat, négociant, et de Claire Marie Philippine Saintmartin.
Toute sa vie, Sem a donné des réponses graphiques à des situations de communication diverses, qui vont de la presse à la publicité en passant par la création d’albums qui seront sa marque de fabrique. Il accompagne la mutation des supports au tournant du siècle, renouvelant la vie des images, créant et usant de nouvelles pratiques, multipliant les supports d’images comme la publicité sur le lieu de vente. Dans un appétit de création qui ne s’embarrasse pas des frontières arts appliqués - arts plastiques, il contribue à la montée de nouveaux usages, accompagnant les débuts de ce qui deviendra la communication visuelle. De ce point de vue, il appartient entièrement à son époque, qui tente en ce début de siècle de faire une synthèse des arts et de faire communiquer industrie et expression artistique.
Sem devient parisien en 1900, il a trente-sept ans et maîtrise parfaitement son style ; sa signature est fixée, Georges Goursat est devenu Sem, en hommage à Amédée de Noé dit Cham dont il admire l’œuvre. S’il s’éloigne de la tradition satirique et du maître Cham, c’est pour un traitement original de la caricature, à mi-chemin entre portrait in situ et portrait charge. Une représentation synthétique très lisible : aplats de couleur cernés de noir, utilisation de fonds colorés avec personnage en premier plan, forment un vocabulaire efficace et esthétique. Aplats de couleur et traits de contour nerveux vont remplacer peu à peu les personnages lilliputiens à tête géante, hérités de la tradition caricaturale.
La presse est un passage obligé de tous les dessinateurs. Après Périgueux, sa ville natale, Bordeaux et Marseille, où il a su montrer les figures locales, femmes et hommes de peu, travailleurs des rues, messieurs du barreau, en revue dans les journaux locaux, Sem se confronte à la vie parisienne, (Maxim's, Longchamp Hippodrome de Longchamp, ...). Autodidacte, c’est son succès auprès des lecteurs de la presse locale et l’engouement des albums bordelais qui lui donnent légitimité pour poursuivre son chemin. Il profite de l’âge d’or de la caricature, et trouve dans le dessin des silhouettes, l’objet de son travail. Il apportera à la caricature la caution esthétique du genre qu’on a pu définir comme un art sans art. La presse parisienne accueillera ses dessins avec intérêt. Ils trouveront écho chez un public friand d’images, de portraits de personnalités. Au printemps 1900, Sem arrive en pleine exposition universelle. Paris entend faire la démonstration de sa puissance, à la veille de la Première guerre Mondiale. L’exposition coloniale, vitrine d’une France riche d’un large empire et d’une industrie florissante qui sait contribuer à l’essor des arts, occupe tous les Parisiens.
Sem va embarquer dans cette effervescence, et contribuer à forger les mythes du début du XXe siècle : foi en la modernité et aux conquêtes du progrès. C’est avec l’album Le Turf qu’il va conquérir Paris.

### 1900-1914

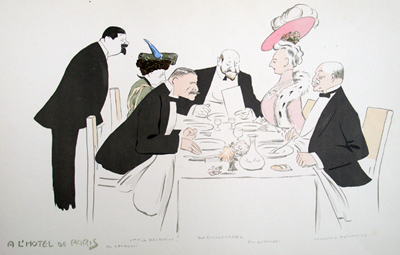
Scène à l’hôtel de Paris par Sem.

Le monde des courses donne à Sem son passeport pour la vie mondaine, le champ d’observation de toute sa production. Avec ses silhouettes du Tout-Paris et grâce à son style bidimensionnel[Quoi ?] immédiatement reconnaissable, Sem crée des types.
De 1900 à 1914, 14 albums sortiront des carnets de Sem. Sem suit la société riche et mondaine dans ses territoires ; il va produire en quelques mois la galerie de portraits qui fournit ses modèles à Proust, Sacha Guitry ou Jules Renard. En janvier 1906, l'Instantané, supplément illustré de la Revue Hebdomadaire présente une photo sur laquelle le petit homme déjà grand se tient au côté du grand Chaliapine, qui le domine d'une tête, un bras passé autour de ses épaules.
Son premier album, pourtant objet éditorial singulier, va le propulser au premier plan de la scène mondaine. Il y trouvera le support de son travail, sa clientèle et ses amis, de manière paradoxale. Cette société insouciante le conduit dans tous les lieux à la mode, cafés et théâtres parisiens, plages à Deauville, casino à Monte-Carlo. Les albums, tirés à un très petit nombre d’exemplaires, de cent à cinq cents, sont vendus par l’imprimeur.
En 1909 : le succès de Sem est établi à Paris, il organise rue Royale avec Auguste Roubille un diorama, installation très en vogue au début du siècle. Des silhouettes anonymes découpées en contreplaqué, animaux, chevaux, voitures attelées forment un défilé en route pour les courses.

### 1914-1918

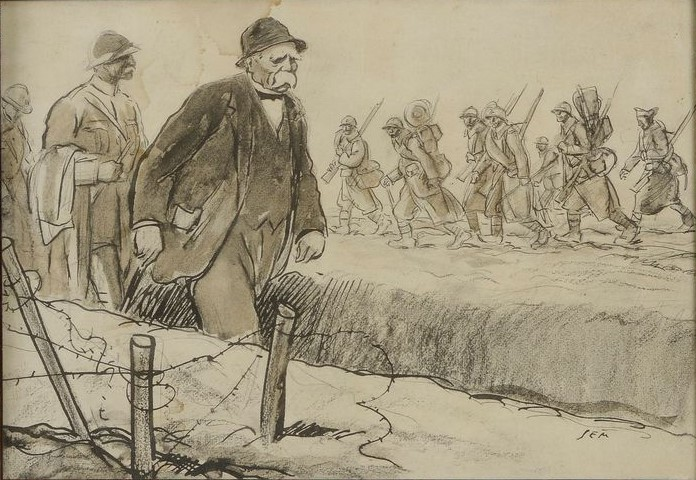
Clemenceau dans les tranchées par Sem.

Correspondant de guerre pour Le Journal, ses écrits rassemblés dans Un pékin sur le front, auront la naïveté de ton du héros de Stendhal à Waterloo, et l’émotion sincère qui surprendra une société qui envoie ses hommes au champ de bataille, comme au dernier spectacle à la mode. Les illustrations qui accompagnent ces textes reviennent à un dessin classique, traité au fusain et crayon rehaussé d’aquarelle. Sem ne verra du front que ce que la Grande Muette veut lui laisser voir ; cependant, le spectacle des hommes et des bêtes malmenées l’émeut. On pourra lui reprocher son manque de vigueur à dénoncer les conditions de vie des tranchées, quand des artistes engagés dans la guerre critiquent violemment la boucherie de 1914-18. Mais le crayon de Sem se met au service d’une émotion sincère palpable encore aujourd’hui. En 1918, il donnera 68 croquis d’audience du procès Bolo-Pacha.

### 1918-1934

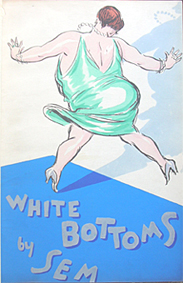
White Bottoms, le dernier album de Sem.

Au lendemain de la guerre, Sem va reprendre ses carnets et observer une société en mutation : la voiture a remplacé les chevaux, les robes des femmes et les tenues des hommes ont changé, le jazz, le tango font irruption dans un Paris qui cherche à redevenir capitale des plaisirs, tournant le dos aux horreurs de la guerre. La fée électricité change la vie des Parisiens. De nouvelles figures occupent la scène, industriels, sportifs. Sem en rend compte dans les albums intitulés Le Nouveau Monde ; parallèlement, il publie La Ronde de nuit. Les centres de la vie artistique se déplacent vers Montparnasse et Montmartre. Sem se fait moins présent, sur la scène artistique.
Cependant sa participation au salon de l’Araignée animé par Gus Bofa, le rattache à une communauté de jeunes artistes de retour du front, qui formeront l’avant-garde européenne. Sem y sera exposé à plusieurs reprises confirmant qu’il compte encore parmi les artistes de son époque.
En 1927, Sem publie son dernier album, White Bottoms. Sur la fin de sa vie, il multipliera les voyages en Angleterre. Il aura livré une trentaine d’albums, composant la saga d’un milieu qui l’aura adopté, mais dont il a su rester à distance.
Il meurt en 1934, à quelques années du second conflit mondial, salué par l’ensemble de la presse comme un artiste et un homme d’esprit qui aura marqué une époque définitivement révolue. Il est enterré au cimetière du Nord de Périgueux.

## Démarche artistique
On découvre aujourd’hui, sous la figure fixée de caricaturiste mondain qu’a été Sem, un remarquable artiste, même si Sem ne prétendait ni être caricaturiste, ni artiste. Proche des « artisans-artistes » anglais, qui assument la conception et la fabrication de leurs ouvrages, Sem suit attentivement la fabrication des albums. À partir d’un travail très fouillé, de recherches graphiques, montages, pliages, collages, il produit le dessin original, dont Cocteau disait : « C’est beau comme toute œuvre où se joignent labeur et spontanéité.[réf. nécessaire] » Ce sont les caractéristiques du travail de Sem. L’apparente facilité de son tracé est démentie par l’observation de ses calques ou des études, dont les repentirs révèlent les reprises. Il a fallu l’œil acéré de l’artiste pour opérer des sélections rigoureuses avant les tirages définitifs. Le même soin est apporté à la réalisation des albums : il travaille avec des artisans esthètes, il achète lui-même le papier, pour des raisons économiques d’une part, mais également esthétiques. Il s’entoure dans son travail de professionnels méticuleux, dont Jean Saudé, coloriste et maître artisan enlumineur, qui réalise ses pochoirs, mais aussi ceux de Rodin, Devambez ou Maurice Pillard.

## Dessinateur de presse
Parallèlement à ses albums, Sem a profité très largement de l’âge d’or de l’illustration dans la presse. À Paris, il collabore régulièrement au Journal, au Gaulois, à L’Illustration, au Figaro et à l’Excelsior. Il réserve au Journal des reportages illustrés sur des sujets éloignés de l’actualité et de la politique. Sa discrétion sur les grands débats de société comme 
l’affaire Dreyfus ne l’empêche pas de livrer à travers ses chroniques, ainsi pour la Turquie, une autre image que le pittoresque attendu après Pierre Loti. Sem n’est pas un analyste, son regard n’entend pas changer le monde, mais le montrer tel qu’il le ressent. On peut trouver en Sem un témoin de l’histoire des mœurs de son époque.

## Travaux publicitaires

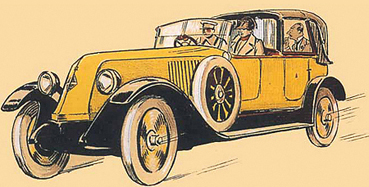
Illustration publicitaire par Sem.

L’affiche publicitaire a déjà ses maîtres quand Sem produit ses premières affiches. Chéret, Cappiello, Mucha ont défini des canons et formé le goût du public. Sem va simplifier le graphisme, reprenant le style synthétique inauguré par Toulouse-Lautrec, qui privilégie le geste sur l’aspect décoratif.
Sem a su trouver des styles très différents et adapter son dessin pour répondre aux besoins de la communication publicitaire. Il sait orienter sa production au service d’un argument de vente et utilise la narration graphique, soutenue ou non par le texte, avec esprit. Cette capacité d’adaptation plastique lui a valu de se renouveler jusque dans les dernières années de sa vie.

## Illustrateur et auteur littéraire
Sem a eu tardivement une activité d’illustrateur et d’écrivain, où il a su donner un ton de chroniqueur loin des récits convenus et du pittoresque attendu dans ce genre. Ses publications : La Ronde de nuit (Fayard, 1923), La Cathédrale de Reims (Plon, 1926), Un Pékin sur le Front (Lafitte, 1927), sont des récits sensibles, et aussi incisifs que les dessins croqués sur le vif de Sem. Il a illustré Les Ronds de Cuir de Courteline. On trouve de nombreux dessins de Sem dans différents ouvrages publiés après-guerre : Dans le monde où l’on s’abuse (Fayard, 1926), Hier à Paris de Max Aghion, préf. de Francis Carco (Marchot 1940), numéro spécial sur la caricature de la revue Arts et métiers graphiques 
1932, numéro spécial (29) du magazine Le Crapouillot sur La Belle Époque (1955), et plus récemment : Bordeaux, l’art et le vin (L’horizon chimérique, 1995).

## Ses contemporains

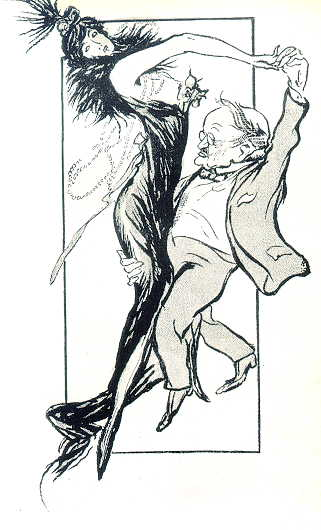
Boldini dansant avec Ava Astor, 1912.

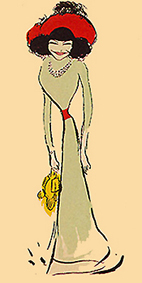
Polaire par Sem.

Tout le long de sa vie, il accompagne les mouvements successifs de création. Animé d’une grande curiosité, il est attentif à l’irruption du nouveau, qu’il s’agisse des apports de la photographie, du cinéma, de la mode. Aucun exploit sportif, aucune innovation ou création artistique ne le laissent indifférent ; sa production se nourrira sans cesse de l’actualité. Ses multiples intérêts et sa curiosité lui font croiser des univers différents, qu’il sait garder à distance. Paul Berthelot, journaliste et critique dira de lui dans la préface de l’Album bordelais : « Il hait les servilités, le pli du métier, le Monsieur artiste, il lui déplaît de causer procédés avec les indifférents ou les profanes jaloux de distiller des épithètes d’art… La douche tiède des compliments ne lui inspire que des sourires lents ou navrés. Il a l’air, dans sa correction anglaise, d’une élégance pincée, d’un petit sportsman auquel un parieur tenterait vainement d’arracher le tuyau du jour. C’est un modeste et un silencieux. » Il restera étranger en art au cubisme et à tout mouvement constitué, même s’il se sent proche des surréalistes. Héritier de Chéret, lié à Cappiello, ami du peintre Boldini, proche de Helleu et d’Abel Faivre, Sem se maintient de manière très singulière sur une ligne à la fois héritière du XIXe siècle et intégrant, anticipant parfois de manière personnelle les apports du XXe siècle. Le « trio » constitué par Paul César Helleu, Giovanni Boldini et Sem fut tellement célèbre que l'on ne voyait pas l'un sans les deux autres. De nombreuses photographies montrent les trois hommes au café, en promenade dans Paris, ou assistant aux courses à Longchamp. Sem exécute de nombreuses caricatures de Boldini, où l'artiste, petit et disgracieux, apparait à côté de figures filiformes et élégantes qui semblent tout droit sorties de ses toiles.
Sem croisera, au cours de ses trente années passées sur la scène artistique, les figures qui feront basculer le siècle dans la modernité, et partagera avec ces célébrités les changements de son époque, qu’il s’agisse du monde artistique (Cocteau, Foujita, Rodin), du parfumeur (François Coty) pour qui il dessine une lithographie publicitaire pour le parfum Ambre Antique, de la mode (Coco Chanel — en 1927, le no 5 —, Paul Poiret), du théâtre (Mounet-Sully, Sacha Guitry, Pierre Brasseur, Victorien Sardou, Edmond Rostand), de la littérature (Colette, Jules Renard, Paul Valéry, Tristan Bernard), Pierre Loti, « Le Retraité récalcitrant » qu'il dépeindra en habit d'académicien, dans la revue Le Rire en 1898. À l’image de son aîné et modèle Cham, rien de ce qui l’entourait ne le laissait indifférent. La vie sportive, qui va devenir un véritable fait de société, l’inédit, les figures originales le captivent, comme en témoigne entre autres son attachement à Santos-Dumont.
L’œuvre de Sem reflète son époque, à travers ceux qui l’ont marquée et façonnée. Il n'y a pas de séparation entre l’artiste, sa production et les conditions de sa diffusion. Il a apporté au dessin de presse et à la caricature une dimension artistique, et a changé le statut de la caricature en déplaçant l’horizon d’attente du public à l’égard de ce genre.

## Œuvres

### Albums
Albums de province
- Périgueux-Revue par Sem (I), M. E. Laporte, 16 avril 1888
- Périgueux-Revue par Sem (II), M. E. Laporte, 13 juillet 1888
- Périgueux-Revue par Sem (III), pochoirs de Lorimey, juillet 1890
- Bordeaux-Revue (I), 8 février 1890
- Album de Sem (Bordeaux-Revue II), 18 février 1893
- Album de Sem [Marseille Revue], 1re série, juin 1898
- Album de Sem [Marseille Revue], 2e série, avril 1899

Albums parisiens
- Le Turf par Sem, juin 1900
- Album de Sem, [Paris-Trouville], 2e série, octobre 1900
- Sem, 3e série, juin 1901
- Les Acacias, s.d., 1901
- Sem au Bois, en collaboration avec Auguste Roubille, 1908
- Monte-Carlo, 1re série
- Monte-Carlo, 2e série
- Sem à la mer [Deauville], août 1912
- Sem à la Mer Bleue [Monte-Carlo], février 1913
- Tangoville, août 1913
- Le Vrai et le Faux chic, Succès, Paris, 25 mars 1914
- Le Grand monde à l'envers, août 1919
- Le Nouveau Monde à l'envers
- Le Nouveau Monde, 1re série
- Le Nouveau Monde, 2e série, octobre 1923
- Le Nouveau Monde, 3e série
- White bottoms by Sem, 2e Série, 1929

Albums de guerre
- Quelques croquis de guerre par Sem, (1915-1916), Devambez, 1917
- Croquis de guerre par Sem (1917-1918), Devambez, 1918
- Affaire Bolo Pacha, 68 croquis d'audience par Sem, 1918

Album posthume
- Le Chapelier Lock, portfolio, école Estienne, 60 exemplaires, 2006

Livres
- Un pékin sur le front, Pierre Lafitte, 1917
- Ronde de nuit, Arthème Fayard, 1923, 1928, 1930
- La Cathédrale de Reims, Plon, 1926

### Illustrations pour la presse
- L'Entracte périgourdin, 1886-1887
- L’Éventail périgourdin, 1887
- Périgueux illustré, 1887-1888
- La Gironde, 1888
- La Petite Gironde, 1888-1915
- Sports et Théâtres, 1894-1895
- Tourny-Noël, 1895-1931
- Tourny-Printemps, 1897
- Le Rire, 1897-1912
- Mondain Noël, 1898
- Le Bavard, 1899
- Le Gaulois du dimanche, 1901-1910
- L’Album, 1902
- L’Indiscret, 1902
- Revue illustrée, 1902
- La Vie au grand air, 1902-1903
- Le Canard sauvage, 1903
- Le Journal, 1903-1928 et 1931
- Paris illustré, 1904
- Les Sports modernes, 1905
- Je sais tout, 1905-1909, 1913, 1920-1921
- La Vie parisienne, 1905-1911
- Le Figaro, 1905-1917
- Les Annales, 1905-1931
- Qui lit rit, 1906
- Revue littéraire de Paris et de Champagne, 1906
- Fantasio (1906-1918), 1923
- L'Illustration, 1906-1919, 1929
- Musica, 1907
- Comica, 1908
- Le Malin, 1909-1913
- Le Nouveau Siècle, 1910
- Le Théâtre Excelsior, 1911-1917
- L'Homme libre, 1913
- Album-Revue des opinions, 1914
- Le Mot, 1915
- La Baïonnette, 1915-1918
- Le Poilu, 1917
- Femina, 1917, 1924
- La Grimace, 1918
- Le Perchoir, 1918
- Flirt, 1920
- Bagatelle, 1920
- La Charrette charrie, 1922
- Très sport
- Le cri de Paris
- J’ai vu
- Le Sourire
- Le Cyrano
- Les Humoristes
- Lectures pour tous
- Comœdia

### Illustrations pour le théâtre de Charles Baret

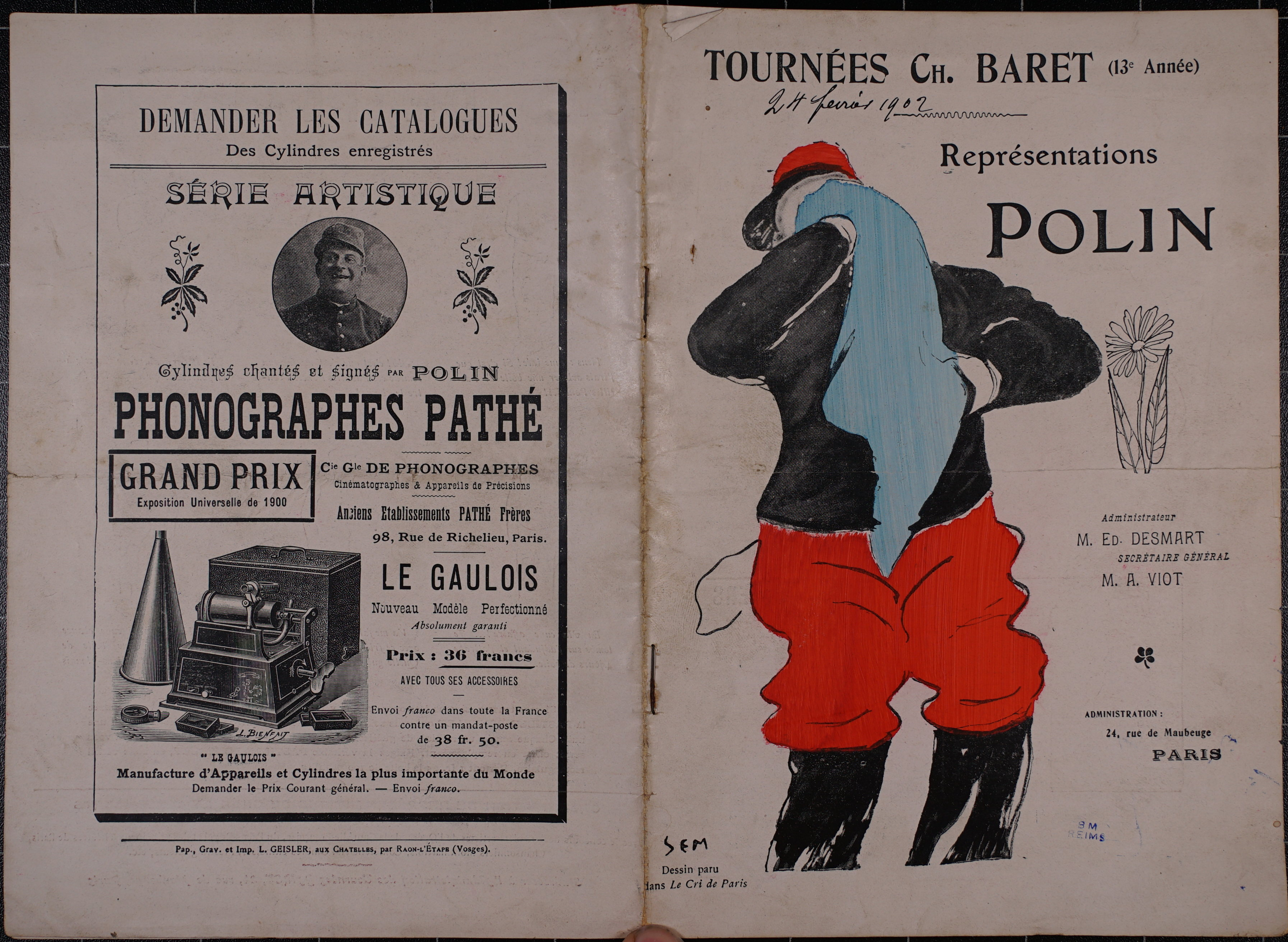
Polin pour les tournées Baret.

Charles Baret a eu recours aux services d'illustrateurs pour promouvoir les acteurs ou pièces de théâtre de ses tournées :
- Mon ami Teddy, d'André Rivoire et Lucien Besnard
- Félix Huguenet
- Max Dearly dans Le Bois Sacré (1910)
- Colette Willy
- Cahots et Cabots' (1916)

## Collections publiques
- Musée Sem, La Grange aux Dîmes de La Cassagne à Terrasson-Lavilledieu : lithographies, dessins et affiches de Sem
- Musée d'art et d'archéologie du Périgord, Portraits de Sem par Flameng et Blondat, 24000 Périgueux
- Château de Monbazillac, salle Sem, 24240 Sigoules

## Distinctions
- Chevalier de la Légion d'honneur, en 1904,
- Officier de la Légion d'honneur, en 1923[7].

## Hommages
- Une rue de Périgueux, sa ville natale, porte son nom[8].
- On trouve également une rue Sem à Deauville[9] et à Bordeaux[10].